# Myrmarachne formosicola
Myrmarachne formosicola là một loài nhện trong họ Salticidae.
Loài này thuộc chi Myrmarachne. Myrmarachne formosicola được Embrik Strand miêu tả năm 1910.